# 易卜拉欣·罗哈斯
易卜拉欣·罗哈斯·布兰科（西班牙語：Ibrahim Rojas Blanco，1975年10月10日—），古巴男子皮划艇运动员。他曾代表古巴参加2000年和2004年夏季奥林匹克运动会皮划艇比赛，获得二枚银牌。